# Chiquintad (parroquia de Cuenca)
Chiquintad es una parroquia que está ubicada al suroeste de Ecuador a 12 kilómetros de la ciudad Cuenca, provincia del Azuay (Ecuador). La parroquia limita al norte con la parroquia Checa , al sur con las parroquias Sinincay y la ciudad de Cuenca, al este con las Parroquias Checa, Sidcay y la ciudad de Cuenca, al oeste con la parroquia San Antonio del cantón Cañar, provincia del Cañar y parroquia Sayausí del cantón Cuenca. Cubre un área de 93,58 km², con una altitud media de 3300.m s. n. m. y, según el censo del año 2010, tiene 4826 habitantes, siendo 2251 Hombres y 2575 mujeres.

## Reseña histórica
El lugar de Chiquintad aparece en 1577 con motivo de una sesión solemne del Cabildo de Cuenca, verificada el 26 de julio de ese año, a los 20 años de la fundación de la ciudad; en la que se designa a San Marcial, Obispo de Diógenes, patrono menor y abogado de las epidemias y heladas que, de forma ruinosa, caían en los meses de junio y julio en esta zona agrícola, el anejo de Chiquintad perteneció a la parroquia de San Blas de Cuenca. Según la Ley de División Parroquial, el 27 de abril de 1878.

## Significado

### Existen dos versiones
1. Unos dicen que el nombre viene de la traducción de la lengua quechua que significa Ruinas de Fuego, ya que tiempos atrás se produjo un grave incendio y sobre los escombros se levantó la actual parroquia.
2. En cambio la otra relata que el término, proviene de la voz Cañari Arucana que significa «lugar de mal agüero», ya que en tiempos anteriores el lugar, donde actualmente se levanta el centro parroquial, estaba cubierto por una especie de nube densa y que la presencia de ésta daba un aspecto triste y de mala suerte.

## División político - administrativa
La parroquia Chiquintad está delimitada casi en su totalidad por elementos naturales claramente identificables y definidos como son los ríos; Patamarca por el Sur y Machángara por el norte y este. Está compuesta por 9 comunidades: 
La comunidad de Loma de la Esperanza y Santa Teresita constituyen las dos más grandes en superficie, es importante recalcar que la población se encuentra asentada en su mayor parte en las siete comunidades más bajas las cuales comprenden: Bellavista-Patamarca, Ochoa León, San Francisco de Tixán, San Andrés, Centro Parroquial, San José y San Antonio.

## Recursos naturales y culturales
En la parroquia Chiquintad se presentan zonas de importante belleza natural por su riqueza escénica y lacustre del páramo, así como de la vegetación existente con espectaculares vistas debido a su topografía en general. Cuenta con atractivos de gran importancia cultural como es la iglesia de Chiquintad, ubicada en el Centro Parroquial, construida en 1917 y que consta dentro de los bienes patrimoniales del país, también el monumento en honor a las participantes a Chola Cuencana por ser acreedora del galardón por más de 20 ocasiones y reconocida como “Chiquintad la cuna de Cholas Cuencanas”. La comunidad se siente orgullosa de identificarse por su vestimenta con sus coloridos bordados en la parte inferior de sus polleras, sus blusas, el sombrero de paja toquilla de color blanco elaboradas por manos artesanas de las mujeres de antaño, le dan elegancia a su cabello con sus dos trenzas. En cuanto a su Patrimonio Natural, se mencionan a las lagunas de: Rodeo o Achán, Chacayacu, Chulcucocha y Yanacocha, su sistema montañoso lo conforman elevaciones como: Piricajas y Labrados, las mismas que ofrecen paisajes de gran belleza.

## Turismo
Entre sus destinos turísticos más conocidos se encuentran:

### Iglesia San Marcial de Chiquintad
Es considerada uno de los sitios religiosos más importantes al ser parte de los bienes patrimoniales del Ecuador. Se conoce que la iglesia se construyó desde 1910 a base de ladrillo, teja y cal, que conjuga el estilo gótico, barroco, republicano y neoclásico. Reconocida por su historia, monumentos de gran valor y conserva historia a través de los tiempos, siendo la más grande en su categoría alrededor de Latinoamérica.

### Parque central de Chiquintad
En el parque central de Chiquintad se encuentra el monumento de la chola cuencana, en reconocimiento a las participantes ganadoras atribuidas a esta sublimación, la cual se celebra cada 3 de noviembre, día de la independencia, en la ciudad de Cuenca, para reconocer la belleza de la mujer rural cuencana y sus tradiciones. En el parque se realizan también eventos de carácter cultural como fiestas tradicionales, ferias artesanales, agrícolas y gastronómicas.

### “El camino del Contrabandista”
Un sitio con gran importancia, cultural, natural e historia: ubicado en la parte alta de la parroquia, se le denomina camino del contrabandista ya que en años anteriores los antepasados viajaban a la Costa, Cargua y partes del Cañar, a traer el aguardiente y víveres para sus familias por los cerros de Chiquintad, por lo que tiene un gran significado para la parroquia que permite mirar de cerca su vida de antaño y tradición, también constituido un mirador natural de la parroquia y la ciudad de Cuenca.

### Hacienda Gonzales
Con más de un siglo de existencia y cientos de hectáreas, se presta para demostrar a sus visitantes la vida del campo y sus costumbres. En este lugar se puede apreciar una forma de agroturismo y la vida ganadera y agrícola diaria. Se puede practicar equitación, caminatas por los potreros y largos paseos a caballo hacia los pajonales de Chiquintad.

## Gastronomía

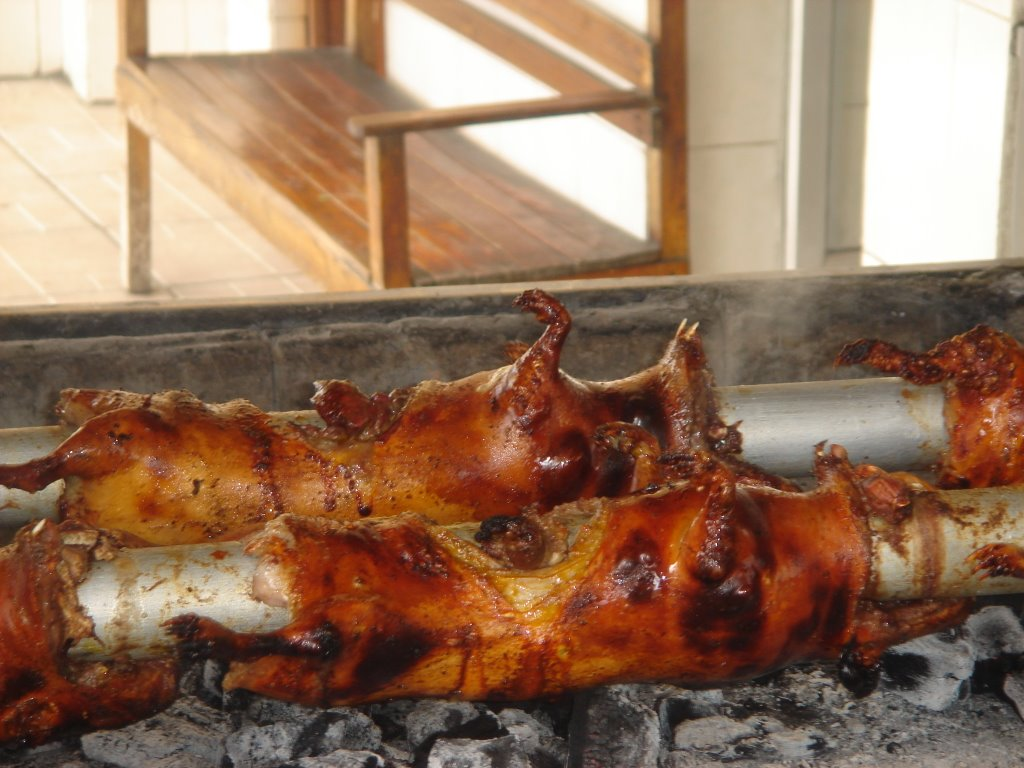
Cuy asado

### Cuy asado
Como en toda la provincia del Azuay, la preparación del cuy asado es muy tradicional en Chiquintad, aunque no tan conocida como en otras parroquias de ciudad, dicho plato típico se lo prepara en festividades más importantes como lo son las de fin de año, carnaval, o para celebrar cualquier acontecimiento familiar. De igual manera es común que los familiares de los migrantes envíen al exterior dicho plato, recordando así las raíces de todas aquellas personas que se encuentran lejos de su país natal, rescatando así una tradición muy importante en lo que tiene que ver con la gastronomía. Para la preparación basta tener un motivo para celebrar y unos buenos ejemplares que resalten la exquisitez del plato. El costo aproximado de este plato típico es de diez dólares.

### Hornado
El Hornado se lo prepara para celebrar fiestas religiosas o populares, generalmente se reúne la familia, a tempranas horas de la mañana para preparar los condimentos que se van a usar para la preparación del hornado. Sin embargo la tarea más complicada resulta la faena del cerdo, esto lo hace una persona que tenga la suficiente experiencia en este tipo de faenas, el licor y la música no podrían faltar para amenizar la fiesta, culminado con el baile popular y en algunas ocasiones con la quema de un "castillo".